# Hugo Fröding
Gustaf Hugo Fröding, född 9 september 1842 i Göteborg, död 13 juni 1930 i Hedvig Eleonora församling i Stockholm, var en svensk militär samt historiker (person- och kulturhistoria), med inriktning på Göteborgs historia. 

## Biografi
Fröding blev student vid Uppsala universitet 1858, tog artilleriofficerexamen 1859, gick ut Högre artilleriläroverket 1863, blev underlöjtnant vid Göta artilleriregemente 27 september 1860, löjtnant där 1863, kapten 1871, major i armén 1885, överstelöjtnant i armén 1892 och avsked 1893. Han var chef för 10:e batteriet 1874-76 och för 8:e batteriet 1876-85, militärattaché vid beskickningen i Berlin 1885-93 samt bevistade 1:a franska armékårens övningar vid Arras 1885. 
Hugo Fröding valdes in i Kungliga Vetenskaps- och Vitterhets-Samhället i Göteborg 1908. År 1923 blev han hedersdoktor vid Göteborgs högskola. Fröding inledde sitt skrivande genom en rad artiklar i Göteborgs Handels och Sjöfarts tidning, vilka senare sammanfattades i boken Det forna Göteborg (1903). Han var ledamot av Kungliga Samfundet för utgivande av handskrifter rörande Skandinaviens historia.

### Familj
Hugo Fröding var son till grosshandlaren Anders Fröding (1802-1860) och Johanna Augusta, född Bergendahl (1811-1867). Han gifte sig 20 november 1879 i Klara församling i Stockholm med Anna Catharina (Karin) Emilia, född Malmsten (1853-1922), som var dotter till professor Per Henrik Malmsten och Emma Hård af Segerstad. Makarna Fröding hade dottern, Signe Emilie Augusta, född 1882 i Göteborg.
Släkten Fröding härstammar från Hugo Frödings farfar grosshandlaren Anders Fröding (1735-1809) som tog sitt namn efter fädernegården Frölunda i Odensåkers socken i Västergötland.
Frödingsgatan i Bagaregården (1918), är uppkallad efter Göteborgssläkten Fröding.

### Utmärkelser
Fröding var riddare av Svärdsorden 1880; riddare av Kejserliga Ryska S:t Stanislaiorden; kungliga Sachiska Albrektsorden av andra klass; riddare av Kungliga Preussiska Kronorden andra klass; riddare av Österrikiska Leopoldsorden tredje klass; kommendör av Bayerska Militärförtjänstorden och riddare av Kejserliga Ryska S:t Wladimirsorden fjärde klass.